# Spirit (어스, 윈드 & 파이어의 음반)
| 전문가 평가    | 전문가 평가  |
| 평가 점수      | 평가 점수    |
| 출처           | 점수         |
| -------------- | ------------ |
| Allmusic       | [ 1 ]        |
| New York Times | (favourable) |
| PopMatters     | (favourable) |
| Music Week     | (favourable) |
| Village Voice  | (B)          |
| Blues & Soul   | (favourable) |
| Rolling Stone  | (favourable) |
| Vibe           | [ 8 ]        |
| Variety        | (favourable) |
| The Record     | (favourable) |

《Spirit》는 미국의 밴드 어스, 윈드 & 파이어의 일곱 번째 스튜디오 음반으로, 1976년 9월 28일, 컬럼비아 레코드를 통해 발매되었다. 이 음반은 빌보드 200과 톱 솔 음반 차트에서 모두 2위를 기록하였다. 《Spirit》는 미국 음반 산업 협회로부터 더블 플래티넘 인증을 받았다.

## 배경
밴드의 오랜 협력자였던 찰스 스테프니는 음반 녹음 작업 도중에 사망하였으며, 이후 모리스 화이트가 대부분의 편곡과 프로듀싱을 맡았다. 이 음반은 스테프니에게 헌정하는 의미로 《Spirit》라는 제목이 붙여졌다.

## 싱글
〈Getaway〉는 빌보드 핫 솔 송 차트에서 1위를 기록했다. 이 싱글은 또한 빌보드 핫 100과 디스코 액션 톱 30 차트에서 각각 12위에 올랐다.
〈Saturday Nite〉는 빌보드 핫 솔 송 차트에서 4위, 핫 100 차트에서 21위를 기록했다. 이 곡은 또한 《빌보드》 디스코 액션 톱 30 차트에서 12위, 영국 싱글 차트에서는 17위에 올랐다.

## 곡 목록
| #  | 제목             | 작사·작곡                                 | 재생 시간 |
| -- | ---------------- | ----------------------------------------- | --------- |
| 1. | 〈Getaway〉      | 피터 코어, 버나드 "빌로이드" 테일러       | 3:47      |
| 2. | 〈On Your Face〉 | 찰스 스테프니, 모리스 화이트, 필립 베일리 | 4:34      |
| 3. | 〈Imagination〉  | 스테프니, 화이트, 베일리                  | 5:15      |
| 4. | 〈Spirit〉       | 래리 던, 화이트                           | 3:12      |

| #  | 제목                   | 작사·작곡                 | 재생 시간 |
| -- | ---------------------- | ------------------------- | --------- |
| 5. | 〈Saturday Nite〉      | 알 맥케이, 화이트, 베일리 | 4:03      |
| 6. | 〈Earth, Wind & Fire〉 | 스킵 스카버러, 화이트     | 4:40      |
| 7. | 〈Departure〉          | 던, 화이트                | 0:27      |
| 8. | 〈Biyo〉               | 화이트, 맥케이            | 3:37      |
| 9. | 〈Burnin' Bush〉       | 제리 피터스               | 6:46      |